# 7074 Muckea
7074 Muckea (1977 RD3) là một tiểu hành tinh vành đai chính được phát hiện ngày 10 tháng 9 năm 1977 bởi N. S. Chernykh ở Đài vật lý thiên văn Crimean. Nó được đặt theo tên Hermann Mucke, a significant Austrian promoter of public education in astronomy, in 2000.